# Rajmund Stanisław Kamiński
Rajmund Stanisław Kamiński herbu Łuk (ur. 31 sierpnia 1848 w Hrubieszowie, zm. 1 września 1910 w Warszawie) – polski adwokat, pisarz.

## Życiorys
Urodził się 31 sierpnia 1848 w Hrubieszowie. Ukończył naukę w gimnazjum w Łomży. Następnie studiował na wydziale prawnym Szkoły Głównej w Warszawie i tam w 1866 uzyskał dyplom magistra prawa  administracji. Wykonywał zawód adwokata. 
Obok swojej profesji uprawiał pisarstwo (głównie sztukę dramatyczną, a także poezje) oraz wspierał młodych literatów. Wydał m.in. nieznane listy Zygmunta Krasińskiego do Delfiny Potockiej (w jednym z warszawskich czasopism), zakończenie dramatu Złota czaszka Juliusza Słowackiego (w czasopiśmie „Scena i Sztuka”). Stworzył dramaty historyczne Antoniusz i Kleopatra oraz Pan Twardowski. W 1906 był na czele założycieli Polskiego Towarzystwa Dramatycznego, którego był wiceprzewodniczącym, a potem prezesem. 
Zmarł 1 września 1910 w Warszawie. Został pochowany na Cmentarzu Powązkowskim w Warszawie. Był żonaty z Felicją z domu Skarbek-Teleszewską (1864-1942). Mieli córkę Emilię (1887-1961) oraz syna Zygmunta (1888-1969).